# 彼得·巴雷特
彼得·巴雷特（英語：Peter Barrett，1935年2月20日—2000年12月17日），美国男子帆船运动员。他曾代表美国参加1960年、1964年和1968年夏季奥林匹克运动会帆船比赛，获得一枚金牌和一枚银牌。